# Róbinson Zapata
Róbinson Zapata Montaño (Rufay) (n. 30 septembrie 1978) este un jucător columbian de fotbal retras din activitate. A jucat timp de trei sezoane în Liga I, la Steaua București.

## Cariera la Steaua
În 23 iulie 2007, Steaua a plătit 500.000 € clubului Cùcuta Deportivo pentru achiziționarea portarului Róbinson Zapata. În prima parte a sezonului a fost cel mai apreciat jucător în urma voturilor suporterlior steliști. A debutat la Steaua pe 3 august 2007 în cadrul unui meci cu Farul Constanța. De atunci este titular al postului de portar. La Steaua poartă tricoul cu numărul 1. Pe tricoul său nu îi este trecut numele ci porecla Rufay. Meciurile sale bune au dus la convocarea acestuia la naționala Columbiei. În ediția de campionat 2007-2008, Steaua a primit doar 20 de goluri, având cea mai bună apărare din Liga I, aceasta și datorită evoluțiilor reușite ale columbianului.
A venit la Steaua la sfârșitul lunii iulie 2007, din postura de semifinalist al Cupei Libertadores și câștigător al campionatului "Clausura" 2006 din Columbia cu fosta sa echipă, Deportivo Cùcuta. A participat cu Steaua în UEFA Champions League în sezonul 2007-2008. A mai evoluat pentru CD América Cali, Real Cartagena, CD América Cali, CA Rosario Central, CA Independiente, CA Belgrano, CD La Serena, CN Cùcuta Deportivo.
A fost trimis la echipa a II-a în turul sezonului 2010-2011, unde a jucat 15 meciuri. Pe data de 13 decembrie 2010 și-a reziliat de comun acord contractul cu Steaua.

## Performanțe internaționale
A jucat pentru Steaua București în grupele UEFA Champions League, contabilizând 12 meciuri în această competiție.
În 5 iulie 2007 a fost titular în poarta Columbiei la Copa America 2007 împotriva Statelor Unite ale Americii, dar a luat cartonașul roșu în minutul 86 după ce a fost avertizat a doua oară.

## Titluri
| Sezon | Club             | Titlu               |
| ----- | ---------------- | ------------------- |
| 2000  | América de Cali  | Colombian Primera A |
| 2006  | Cúcuta Deportivo | Colombian Primera A |
| 2014  | Santa Fe         | Colombian Primera A |

## Individual
- Liga I - Cel mai bun jucător străin - (Sport Total FM) 2007
- Liga I - Portarul Anului - (Top Gazeta) 2008
- Liga I - Revelația Anului - (Radio România) 2008
- Liga I - Jucătorul Sezonului La Steaua - (AISS) 2007-2008
- UEFA Champions League - Al 5-lea Cel Mai Bun Portar de fotbal din Europa (Eurosport) 2008-2009